# Willi Fischer (Rechtsanwalt)
Willi Fischer (* 1951) ist ein Schweizer Rechtsanwalt, Hochschulprofessor und Sachbuchautor. Seine Fachgebiete und Spezialisierungen umfassen das Vertrags- und Haftpflichtrecht, Privatversicherungsrecht, Gesellschaftsrecht, Ehegüter- und Erbrecht, Vertragsgestaltung und das Bau- und Planungsrecht.

## Leben

### Karriere
Fischer erlebte als Sohn des Ehepaares Emma Kern und Hans Fischer seine Kindheit auf einem Bauernhof in Schleitheim, einem Dorf im Kanton Schaffhausen. Nach dem Besuch der örtlichen Primar- und Sekundarschule begann Willi Fischer 1967 eine kaufmännische Lehre, die er 1970 abschloss und sogleich mit der Vorbereitung auf die eidgenössische Matura begann. Fischer nahm sein Studium der Rechtswissenschaften und Geschichte im Jahr 1973 an der Universität Zürich auf. Das Lizenziat erhielt er im Jahre 1978, worauf er im darauffolgenden Jahr sogleich seine Tätigkeit als Assistent am Institut für internationales Privatrecht der Universität Zürich unter Max Keller aufnahm. 1983 wurde Willi Fischer Oberassistent am rechtswissenschaftlichen Seminar der Universität Zürich. Seine Dissertation “Der unmittelbare und der mittelbare Schaden im Kaufrecht. Eine dogmatische Untersuchung unter besonderer Berücksichtigung der Entstehungsgeschichte sowie der Funktion der Gewährleistungsinstitute” erhielt das Prädikat „summa cum laude“ im Jahre 1984. Bereits während seiner Assistenten- und Oberassistentenzeit, die bis 1993 dauerte, übernahm Willi Fischer diverse Lehrtätigkeiten. So unterrichtete er Vertrags- und Haftpflichtrecht und internationales Privatrecht an der Universität Zürich einerseits und andererseits an der Universität St. Gallen Schuld- und Gesellschaftsrecht. Fischer lehrte in Zürich bis 2006 und in St. Gallen bis zum Jahre 2016.
Parallel zu seiner Lehrtätigkeit trat Willi Fischer im Jahr 2005 die Stelle als Leiter der Fachstelle für Unternehmens- und Steuerrecht an. Damit einhergehend wurde Willi Fischer Mitglied der Geschäftsleitung der Abteilung Business and Law an der School of Management and Law (SML/ZHAW). Fischer dozierte an der SML privates Wirtschaftsrecht mit besonderer Berücksichtigung des allgemeinen Vertrags- und des Haftpflichtrechts sowie Gesellschaftsrecht und Vertragsgestaltung.
Während seiner akademischen Laufbahn erwarb Willi Fischer das Anwaltspatent des Kantons Schaffhausens im Jahre 1984 und war fortan stets auch als Anwalt tätig. Diese Doppelfunktion erlaubte es Willi Fischer sein wissenschaftliches Denken und Schreiben gewinnbringend in die Praxis umzusetzen. Er war der erste Jurist, der von der eidgenössischen Förderorganisation „Kommission für Technik und Innovation“ (KTI) einen Finanzierungszuspruch erhielt, und das in außerordentlichem Umfange. Daraus resultierte ein elektronisches Risk Management Tool zur Berechnung von Haftpflichtrisiken verbunden mit konkreten Handlungsanweisungen zur Vermeidung dieser Risiken. Dieses neuartige Modul fusste auf den Erkenntnissen aus einem von ihm konzipierten und herausgegebenen Kommentar zu sämtlichen schweizerischen Haftpflichtbestimmungen. In diesem Werk kommentiert er selbst die zentralen Normen von Art. 41–61 OR. Neben weiteren Gesetzeskommentierungen und Werken zu wichtigen Themen des Haftpflichtrechts und des Vertragsrechts entwickelte Willi Fischer 2014 eine völlig neue Darstellung des Aktienrechts und publizierte mit Kollegen folglich das „Handbuch zum Schweizer Aktienrecht“, welches im selben Jahr das meistverkaufte juristische Sachbuch war. 2016 veröffentlichte er mit zwei Mitherausgebern das fünfbändige Werk "Die 100 wichtigsten Musterklagen".
Im August 2016 wurde Willi Fischer pensioniert und mit der Festschrift „Ohne jegliche Haftung – Beiträge zum schweizerischen Haftpflicht- und Schuldrecht“ zum 65. Geburtstag geehrt, darin ehren ihn namhafte in- und ausländische Autoren. Gänzlich in den Ruhestand ist Fischer jedoch nicht getreten, er ist weiterhin als Rechtsanwalt tätig und unterrichtet nun als Lehrbeauftragter an der Zürcher Hochschule für angewandte Wissenschaften. Willi Fischer widmet sich nun mehr seinen nicht-juristischen Interessen wie Literatur und Malerei.

### Gemeindepräsident
1993 stellte sich Willi Fischer als Kandidat für das Amt des Gemeindepräsidenten zur Verfügung. Er vertrat die Meinung, dass man etwas für die Öffentlichkeit tun müsse, wenn man denn dazu die Fähigkeit habe. Während der nächsten fast 13 Jahre bekleidete er dieses Amt und wurde währenddessen 2 Mal vom Schleitheimer Stimmvolk wiedergewählt.

### Privates
Willi Fischer ist verheiratet und Vater dreier Kinder.

## Werke (Auswahl)

### Kommentierungen
- Kommentar zu Art. 41-61 OR (Neubearbeitung), in: Kren Kostkiewicz Jolanta / Wolf Stephan / Amstutz Marc / Fankhauser Roland (Hrsg.), OR Kommentar, Schweizerisches Obligationenrecht, 2. Aufl., Zürich 2009 (unter Mitarbeit von Daniel Brugger) sowie 3. Aufl., Zürich 2016, 123 Seiten (unter Mitarbeit von Anna Böhme, Fabian Gähwiler und Thomas Tanyeli).
- Vorbemerkungen und Kommentar zu Art. 41-61 OR (ohne Art. 59a OR), in: Fischer Willi / Luterbacher Thierry (Hrsg.), Haftpflichtkommentar, Kommentar zu den schweizerischen Haftpflichtbestimmungen, Zürich/St. Gallen 2016, S. 49–421, zusammen mit:
  - Thierry Urwyler: Art. 42 OR;
  - Anna Böhme: Art. 43, 44 und 56 OR;
  - Fabian Gähwiler: Art. 45 und 46 OR;
  - Marc’Antonio Iten: Art. 50, 51, 55, 58–61 OR (ohne Art. 59a OR).

### Monographien, Abhandlungen und Aufsätze
- Rechtliche Instrumente der Nachfolgeplanung, in: Sigg Anita / Brunner Hans / Hofmann Roland (Hrsg.), Unternehmensnachfolge, Beratung, Steuerung, Lösungskonzept, Zürich 2013, S. 175–195 (zusammen mit Anna Böhme).
- Ausservertragliche Haftung für Schockschäden Dritter. Ein Beitrag zur dogmatischen Analyse der sog. Fernwirkungsschäden, Zürich 1988, XVIII und 69 Seiten.
- Der unmittelbare und der mittelbare Schaden im Kaufrecht. Eine dogmatische Untersuchung unter besonderer Berücksichtigung der Entstehungsgeschichte sowie der Funktion der Gewährleistungsinstitute, Diss. Zürich 1985, XXXVI und 303 Seiten (und 59 Seiten Anhang).
- Dritthaftung für falsche freiwillige Auskünfte. Eine rechtsvergleichende Untersuchung  hinsichtlich der Haftungsbegründung und -voraussetzungen anhand der deutschen und schweizerischen höchstrichterlichen Rechtsprechung, in: ZV glRWiss 83 (1984), S. 1–31.
- Vertragsgestaltung und Vertragsmanagement, Einführung in die kautelarjurisprudenz, Allgemeiner Teil, Zürich / Basel / Genf / 2010, XXV und 111 Seiten (zusammen mit Franziska Brägger, unter Mitarbeit von Anna Böhme, Daniel Brugger und Thomas Tanyeli).
- Der Liegenschaftsverwaltungsvertrag, in AJP 9 (2000), S. 397–412.
- Die Umschreibung der Dienstleistung und der verschiedenen Rechte und Pflichten im Rahmen eines Dienstleistungsvertrages, in: AJP 6 (1997) S. 256 – 268.

### Mitherausgeberschaften
- Die 100 wichtigsten Musterklagen, Zürich/Basel/Genf 2016 (zusammen mit  Fabiana Theus Simoni und Dieter Gessler; unter Mitarbeit von Sara Mammana), erschienen  in fünf Bänden:
  - Band I: Kommentierte Musterklagen zum Vertrags- und Haftpflichtrecht, LXII und 401 Seiten.
  - Band II: Kommentierte Musterklagen zum Gesellschaftsrecht und zum Geistigen Eigentum, LXII und 342 Seiten.
  - Band III: Kommentierte Musterklagen zum Personen-, Erb- und Sachenrecht, LXII und 269 Seiten.
  - Band IV: Kommentierte Musterklagen zum Familienrecht, LXII und 276 Seiten.
  - Band V: Kommentierte Musterklagen zum Zwangsvollstreckungs- und Prozessrecht, LXII und 138 Seiten
- Handbuch Schweizer Aktienrecht, Musterdokumente, Checklisten und Übersichten für die Praxis, Basel 2014, XXIX und 1398 Seiten (zusammen mit Helke Drenckhan, Michael Gwelessiani und Fabiana Theus Simoni).
- Haftpflichtkommentar, Kommentar zu den schweizerischen Haftpflichtbestimmungen, Zürich / St. Gallen 2016, LVI und 2875 Seiten (zusammen mit Thierry Luterbacher; unter Mitarbeit von Anna Böhme, Fabian Gähwiler, Marc’Antonio Iten, David Tamer Talaat und Ivo Zuberbühler)